# Halacritus maritimus
Halacritus maritimus är en skalbaggsart som först beskrevs av J. L. Leconte 1851.  Halacritus maritimus ingår i släktet Halacritus och familjen stumpbaggar. Inga underarter finns listade i Catalogue of Life.